# Silvio Hernández
Silvio Hernández del Valle (ur. 31 grudnia 1908 w Veracruz, zm. 20 marca 1984 w Meksyku) – meksykański koszykarz, brązowy medalista letnich igrzysk olimpijskich w Berlinie. Zagrał w dwóch spotkaniach.